# Британская рейнская армия
Британская рейнская армия (англ. British Army of the Rhine (BAOR)) — существовало два объединения под названием «Британская рейнская армия» (BAOR). Оба они первоначально были оккупационными войсками в Германии, одно объединение — после Первой мировой войны, другое — после Второй мировой войны. Оба формирования имели зоны ответственности, расположенные вокруг немецкого участка реки Рейн.

## История
Первая Британская рейнская армия была создана в марте 1919 года для осуществления оккупации Рейнской области. Первоначально она состояла из пяти корпусов, состоящих из двух дивизий каждый, плюс кавалерийская дивизия.
Вторая Британская рейнская армия была сформирована 25 августа 1945 года из Британской освободительной армии. Ее первоначальной функцией было управление корпусными округами, которые осуществляли военное управление в британской зоне оккупированной союзниками Германии. После того как власть перешла к гражданским лицам, она стала командным формированием только для войск в Германии, а не отвечала также за управление.
Поскольку потенциальная угроза советского вторжения через Северо-Германскую равнину в Западную Германию возросла, BAOR стал больше отвечать за оборону Западной Германии, чем за её оккупацию. Она стала основным формированием, контролирующим британский вклад в НАТО после образования альянса в 1949 году. Её основным боевым формированием был британский I корпус. С 1952 года главнокомандующий BAOR также являлся командующим Северной группы армий НАТО (NORTHAG) в случае начала общей войны с Советским Союзом и его союзниками по Варшавскому договору. Ранее BAOR была вооружена тактическим ядерным оружием. В 1967 году численность армии была сокращена до 53 000 солдат по сравнению с 80 000 десятью годами ранее.

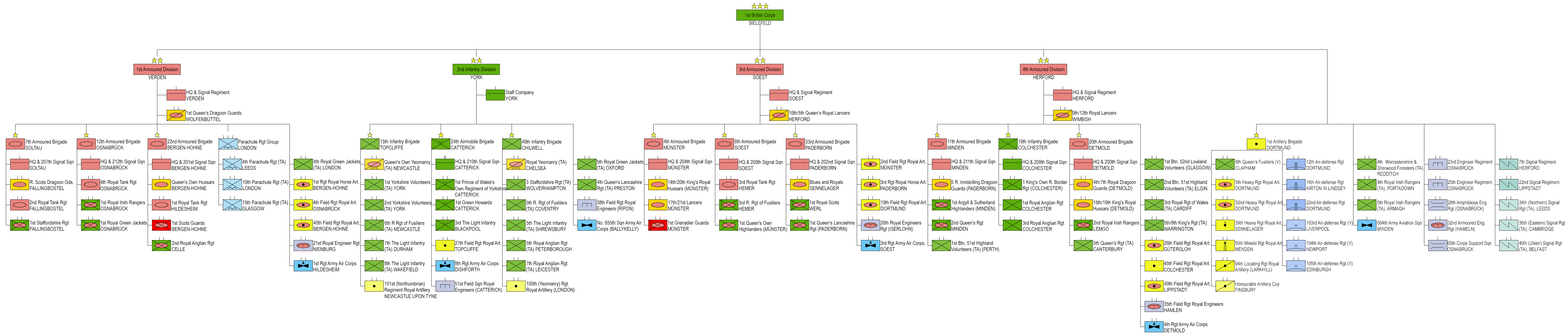
Состав 1-го армейского корпуса в 1989 году.

С окончанием холодной войны, в результате сокращения оборонных расходов по программе «Варианты перемен» (Options for Change) 1993 года, численность BAOR была сокращена, и в 1994 году она стала Британскими силами в Германии (British Forces Germany (BFG)). Эти силы, численностью около 25 000 человек, состояли из штаба Союзного командования в Европе, корпуса быстрого реагирования, 1-й бронетанковой дивизии, других сил боевой поддержки и боевого обеспечения, а также административных элементов, возглавляемыми Командованием поддержки Соединённого Королевства (Германия). Среди гарнизонов, которые были закрыты в это время, были Зост (место дислокации 6-й бронетанковой бригады), Зольтау (место дислокации 7-й бронетанковой бригады) и Минден (место дислокации 11-й бронетанковой бригады).
После Стратегического обзора обороны и безопасности 2010 года постоянное размещение подразделений британской армии в Германии стало постепенно сворачиваться, а последняя военная база была передана немецким вооружённым силам в феврале 2020 года.

## Состав в 1989 году
Во время перехода к войне подразделения поддержки Британской рейнской армии должны были сформировать Британскую тыловую боевую зону со штаб-квартирой в Дюссельдорфе, которая должна была снабжать боевые силы и охранять линии связи на территории Западной Германии. Далее на запад в Бельгии располагалась Британская зона связи, штаб-квартира которой находилась в Эмблеме, недалеко от Антверпена, и в задачи которой входило получение подкреплений и снабжения из Великобритании и координация их дальнейшего движения к 1-му корпусу.
Штаб Британской рейнской армии (HQ BAOR), Рейндален (Joint Headquarters (JHQ) Rheindahlen), около Мёнхенгладбаха
- Штаб Британского сектора Берлина, Западный Берлин
- Британская зона связи (British Communications Zone), штаб Дюссельдорф
- Британская тыловая боевая зона (British Rear Combat Zone), штаб Эмблем (Бельгия)
- Подразделения прямого подчинения (BAOR Troops)
  - Командующий инженеров (Commander Engineers BAOR)
  - Командующий почтовой и курьерской службы (Commander Postal & Courier Service BAOR)
  - Командующий войск связи (Commander Communications BAOR)
  - Командующий транспорта и передвижений (Commander Transport & Movements BAOR)
  - Командующий медицинского обеспечения (Commander Medical BAOR)
  - Командующий материального обеспечения (Commander Supply BAOR)
  - Командующий технического обслуживания (Commander Maintenance BAOR)
  - Провост-маршал (Provost Marshal BAOR)
  - Штаб группы разведки и охраны (HQ Intelligence & Security Group (Germany))

- 1-й армейский корпус, Билефельд

ОШС 4-й бронетанковой дивизии в 1989 г.

  - Оборонная рота Королевского пионерного корпуса (1st (BR) Corps HQ Defence Company, Royal Pioneer Corps)
  - 14-й эскадрон Королевского корпуса транспорта (14 Sqn RCT)
  - Группа Особой воздушной службы (оперативники глубокого внедрения в тыл врага и глубинная разведка)
    - 63-й эскадрон связи САС (63 (SAS) Signal Squadron, Royal Signals (V))
    - 21-й полк САС (21st Special Air Service Regiment (Artists) (V))
    - 23-й полк САС (23rd Special Air Service Regiment (V)) (

  - Дозорные силы (Screening Force (Corps Border Surveillance Force))
    - 1-й Её Величества драгунский гвардейский полк, Вольфенбюттель (44 офицера, 427 нижних чинов, 48x FV107 Scimitar, 16x FV102 Striker, & 20x FV103 Spartan)
    - 16-й/5-й Её Величества королевский уланский полк, Херфорд (44 офицера, 427 нижних чинов, 48x FV107 Scimitar, 16x FV102 Striker, & 20x FV103 Spartan)
    - 664-я эскадрилья КАА, Минден (664 Sqn AAC) ( 9 офицеров, 105 нижних чинов, 12x Gazelle AH1)

  - Бронетанковый полк доставки КБрТК (Armoured Delivery Regt RAC)
  - 5-й (добровольческий) батальон Королевского полка зелёных курток (5th (Volunteer) Btn, Royal Green Jackets)
  - Командующий Королевской артиллерии (Commander Royal Artillery 1 (BR) Corps)
    - 1-я артиллерийская бригада, Дортмунд
      - Отряд связи 55-го эскадрона ККС (Rear Link Det, 55 Signal Sqn R SIGNALS (V))
      - 5-й тяжёлый полк КА (12x M107A2)
      - 32-й тяжёлый полк КА (12x M107A2)
      - 39-й тяжёлый полк КА (12x M110A2)
      - 27-й полевой полк КА (18x FH70)
      - 43-й полевой полк КА (18x FH70)
      - 94-й локационный полк КА (звукометрические, метеорологические пеленгационные комплексы и дроны)
      - 50-й ракетный полк КА (12x ТРК Lance)
      - 8-й (добровольческий) батальон Её Величества фузилёрного полка (ситилондонский)
      - Почётная артиллерийская рота (Honourable Artillery Company) (артиллерийская разведка)
      - Батареи наблюдательных постов территориальной армии
      - 12-й полк ПВО КА (12th Air Defence Regiment, Royal Artillery), Дортмунд, (24x самоходных и 24x буксируемых Rapier)
      - 16-й полк ПВО КА (16th Air Defence Regiment, Royal Artillery), Киртон ин Линдси, UK, (48x буксируемые Rapier, 1x батарея поддерживает UKMF/1-ю пехотную бригаду, 1x батарея поддерживает 3-ю бригаду СпН КМП)
      - 22-й полк ПВО КА (22nd Air Defence Regiment, Royal Artillery), Дортмунд, (24x самоходных и 24x буксируемых Rapier)
      - 102-й полк ПВО КА (102nd (Ulster) Air Defence Regiment Royal Artillery (V)), Белфаст, (32x Javelin)
      - 104-й полк ПВО КА (104th Air Defence Regiment, Royal Artillery (V)), Ньюпорт, (64x Javelin)
      - 105-й полк ПВО КА (105th (Scottish) Air Defence Regiment, Royal Artillery (V)), Эдинбург (64x Javelin)
      - 8-й транспортный полк (8th Transport Regiment, Royal Corps of Transport), Мунстер (поддержка ракетных и тяжёлых полков)
      - 153-й транспортный полк (153 (Highland) Transport Regiment, Royal Corps of Transport (V)), Эдинбург (поддержка полков ПВО)

  - Командующий Королевских инженеров (Commander Royal Engineers 1 (BR) Corps)
    - 23-й инженерный полк КИ (25 Engineer Regt RE), Оснабрюк (6x Chieftain AVRE и 6x Chieftain AVLB))
    - 25-й инженерный полк КИ (25 Engineer Regt RE), Оснабрюк (4x FV436, 5x бульдозеров FV180 CET, 9x FV103 Spartan)
    - 28-й амфибийный инженерный полк КИ (28 Amphibious Engineer Regt RE), Хамельн (4x M2D Ferry и 6x FV180 CET)
    - 32-й бронетанковый инженерный полк КИ (32 Armoured Engineer Regt RE), Мунстерлагер (Мунстер (9x мостоукладчиков Chieftain AVLB, 5x седельных тягачей Scammell Crusader, инженерные танки: 6x Centurion AVRE 165 (c 165мм подрывной пушкой), x Centurion AVRE 105 (с 105-мм танковой пушкой)
    - 65-й корпусной эскадрон поддержки (65 Corps Support Sqn, RE), Хамельн (20x паромов M2D Ferry)
    - 43-й заводской эскадрон (43 Plant Sqn RE), Оснабрюк
    - 590-й эскадрон обезвреживания взрывоопасных предметов (90 EOD Sqn RE (V)), Рочестер
    - Корпусной осветительный взвод (Corps Lighting Tp RE) (обеспечивает электроснабжение и освещение корпуса)
    - 211-я мобильная группа гражданских ремесленников (211 Mobile Civilian Artisan Group), Зеннелагер
    - 256-я мобильная гражданская заводская группа (256 Mobile Civilian Plant Group), Ганновер
    - 409-й отдельный боевой заводской взвод (409 Indep Combat Plant Tp RE (V), Саут-Шилдс
    - 1-й почтово-курьерский полк (1 Postal & Courier Regt RE), Ганновер

  - Командующий связи (Commander Communications 1 (BR) Corps), Билефельд
    - 7-й полк связи ККС (7 Signal Regt R SIGNALS), Херфорд
    - 22-й полк связи ККС, Липпштадт
    - 14-й полк РЭБ ККС (14 Signal Regt (Electronic Warfare) R SIGNALS), Целе
    - 4-й (добровольческий) батальон Вустерширского и Шервудского егерского полка (29-й/45-й пехотный) (4th (Volunteer) Bn, The Worcestershire and Sherwood Foresters Regiment (29th /45th Foot))
    - 3-й (добровольческий) батальон 22-го (чеширского) полка (3rd (Volunteer) Bn, The 22nd (Cheshire) Regiment)

  - Командующий транспорта (Commander Transport 1 (BR) Corps), Билефельд
  - Командующий медицинского обеспечения (Commander Medical 1 (BR) Corps), Билефельд
  - Командующий материального обеспечения (Commander Supply 1 (BR) Corps), Билефельд
    - 5-й артиллерийско-технический батальон КАТК (5 Ordnance Bn RAOC)
    - 6-й артиллерийско-технический батальон КАТК
    - 2-й отряд поддержки авиации КАТК (2 Aircraft Support Unit RAOC), Детмольд

  - Командующий технического обслуживания (Commander Maintenance 1 (BR) Corps), Билефельд
    - Ремонтная мастерская ККИЭМ (1 (BR) Corps Troops Workshop REME), Билефельд
    - 124-я (электротехническая) восстановительная рота ККИЭМ (124 (Tyne Electrical Engineers) Recovery Coy REME (V)), Ньюкасл-апон-Тайн
    - 20-я электронная мастерская ККИЭМ (20 Electronics Workshop REME), Минден
    - 133-я ремонтная мастерская ККИЭМ (133 (Kent) Corps Troops Workshop REME (V)), Мейдстон
    - 126-я восстановительная мастерская ККИЭМ (126 Reclamation Workshop REME (V)), Ковентри

  - Командующий технического обслуживания авиации (Commander Maintenance Aviation (and Commander 71 AC Wksp))
    - 71-я авиационная мастерская ККИЭМ (71 Aircraft Workshop REME), Детмольд

  - Командующий авиации (Commander Aviation BAOR and 1 (BR) Corps), Билефельд
    - 1-е крыло КАА (No. 1 Wing AAC), Детмольд
      - 1-й полк КАА (1 Regiment AAC), Хильдесхайм (32 офицера, 357 нижних чинов, 18 Gazelle AH1, 18 Lynx AH1 (TOW))
      - 3-й полк КАА (3 Regiment AAC), Зост (35 офицеров, 365 нижних чинов, 12 Gazelle AH1, 24 Lynx AH1 (TOW))
      - 4-й полк КАА (4 Regiment AAC), Детмольд (32 офицера, 357 нижних чинов, 18 Gazelle AH1, 18 Lynx AH1 (TOW))

  - Провост-маршал (Provost Marshal 1 (BR) Corps), Билефельд
  - Командующий трудовых ресурсов (Commander Labour Resource 1 (BR) Corps), Билефельд
  - 1-я бронетанковая дивизия, Ферден
  - 2-я пехотная дивизия, Йорк
  - 3-я бронетанковая дивизия, Зост
  - 4-я бронетанковая дивизия, Херфорд